# メアリー・モリッシー
メアリー・モリッシー（Mary Morrissy、1957年1月25日 - ）は、アイルランドの小説家、短編小説家である。芸術、フィクション、歴史を得意とする。アイルランドの芸術家・作家のアカデミーであるアオスダーナの選出メンバーでもある。

## 人生
モリッシーはダブリンに生まれる。ラスミンズ・カレッジとダブリン工科大学を卒業後、アイルランドとアメリカ、特にユニバーシティ・カレッジ・ダブリン、トリニティ・カレッジ・ダブリン、アイオワ大学、ユニバーシティ・カレッジ・コークで創作を教える。ジャーナリストとして訓練を受け、アイルランドの全国紙3紙で記者、フィーチャーライター、副編集長を務める。また、アイリッシュ・タイムズ紙、サンデー・ビジネス・ポスト紙、ダブリン・レビュー・オブ・ブックス紙で小説の批評を行う批評家でもある。
彼女の最初の短編集『A Lazy Eye』（1993年）の出版に関して、キャンディス・ロッドはインディペンデント紙にこう書いた。「モリッシーは口先だけの精神分析医ではなく、冷静だが才能ある病理学者であり、その顕微鏡の下では、何の変哲もない人体組織の小さな切れ端が、微生物の生命と謎の変異エネルギーに満ちあふれていることが示される」。ニューヨーク・タイムズ紙は、この作品集を「エレガントな文章と厳しい洞察力を持つ物語集」と評している。
モリッシーは2005年～2006年にかけてニューヨーク公共図書館の会員として、ショーン・オケイシーの妹、ベラの生涯を調査し、その後2013年に『The Rising of Bella Casey』として出版された。Alfred HicklingはThe Guardianでこの小説を批評している。「Morrissyは、ちぐはぐな細部を見抜く目をもって、Bellaの物語を再構築している。イースター蜂起の際に通りに捨てられたアップライトピアノは、より豊かな時代への扉を開くものであり、貧困や無益で虐待的な男たちの影響に対する彼女の不屈の精神は、弟の演劇のヒロインたちのひな形となる。すでに生まれた既製のキャラクターたちは、作家を求めて悪臭のする部屋を歩き回る」。
2008年～2009年にかけて、モリッシーはジョージ・ワシントン大学のジェニー・マッキーン・ムーア・ライター・イン・レジデンスに就任した。
2015年、モリッシーはコーク大学のクリエイティブ・ライティングの講師に任命された。
モリッシーは2016年に「爆発した小説」-連作短編集-を出版した。ガーディアン誌でこの本を評したクレア・キルロイは、「プロスペリティ・ドライブは、性と死についての本である」と書いた。主人公たち--あの『傷ついた者と失われた者の名簿』--は、その両方に遭遇するが、どちらにも対処できないでいる。モリッシーが彼らの苦境を描く際の思いやり、即時性、ユーモア、繊細さは、結果として深遠な瞬間をもたらす。」
現在、モリッシーはライティングコーチとして、作家に対してマンツーマンの創作指導、編集、鑑定サービスを行っている。

## 受賞
- 1984年：ヘネシー文学賞[11]
- 1995: ラナン財団賞[12]
- 2015: アオスダーナ会員に選出される[13]

## 作品

### 小説
- 『マザー・オブ・パール』ジョナサン・ケープ／ヴィンテージ／スクリブナー、1996年、ISBN 0-09-958251-1

- 『プリテンダー』ジョナサン・ケープ／ヴィンテージ、2000年、ISBN 0-09-928367-0[14]

- 『ザ・ライジング・オブ・ベラ・ケイシー』、ブランドン 、2013年, ISBN 978-1847175762[15]

### 短編小説
- 『レイジー・アイ』ジョナサン・ケープ／ヴィンテージ／スクリブナー、1993年、ISBN 0-09-970141-3

- 『プロスペリティ・ドライブ』ジョナサン・ケープ社、2016年、ISBN 978-0224102193A Lazy Eye, Jonathan Cape/Vintage/Scribner, 1993, ISBN 0-09-970141-3[16]

### 貢献
- 新アイルランド短編小説集, ed. ジョセフ・オコナー、フェイバー＆フェイバー、2011年、ISBN 0-571-25527-2

- 教室の中の想像力，アイルランドにおけるクリエイティブ・ライティングの教授と学習、ed. Anne Fogarty, Four Courts, 2013, ISBN 978-1846824135

- 『ダブリナーズ100』（編著 トーマス・モリス、トランプ社、2014年、ISBN 978-0992817015

- 『サージ、アイルランドからの新しい書き出し』オブライエン、2014年、ISBN 978-1847176936

- 『オール・オーバー・アイルランド』（編著 Deirdre Madden, Faber & Faber, 2015, ISBN 978-0571311033

- 『元気な家 アイリッシュ・ライティングと家庭内空間』（編著 Lucy McDiarmid, Four Courts, 2017, ISBN 978-1846826481

- 『ザ・デンジャー・アンド・ザ・グローリー アイルランドの作家が語る書くことの芸術』ヘドウィグ・シュウォール編、アーレンハウス、2019年、ISBN 978-1851322060

- 『何が起こるかわからない音楽』（編著）。ターニャ・フェレリー、ニューアイランドブックス、2020年、ISBN 978-1848407763

- 『チラ見せの極意』編著 シネアド・グリーソン、ヘッドオブゼウス、2020年、ISBN 978-1788548809